# Spartak Kiev
Spartak Kiev é um clube de handebol de Kiev, Ucrânia. O clube foi fundado em 1990, competindo inicialmente na liga local e como Spartak VSS no período soviético. é uma potência atual do handebol europeu feminino.

## Títulos

### EHF
- Campeãs: 1970, 1971, 1972, 1973, 1975, 1977, 1979, 1981, 1983, 1985, 1986, 1987, 1988

### Liga Soviética
- 1969, 1970, 1971, 1972, 1973, 1974, 1975, 1976, 1977, 1978, 1979, 1980, 1981, 1982, 1983, 1984, 1985, 1986, 1987, 1988

### Liga Ucraniana
- 1992, 1996, 2000

## Ligações Externas
- Sítio Oficial
- página na EHF